# El Omaria
El Omaria è un comune dell'Algeria, situato nella provincia di Médéa.